# Condado de Hsinchu
El condado de Hsinchu (chino tradicional: 新竹縣; hanyu pinyin: Xīnzhú Xiàn; tongyong pinyin: Sinjhú Siàn; Wade-Giles: Hsin-chu Hsien; POJ: Sin-tek-kōan) es un condado situado al noroeste de Taiwán. Es oficialmente administrado como condado de Taiwán. Su población está formada principalmente de Hakka; hay una minoridad de Gaoshan en la parte sudoriental del condado.

## Administración
El Condado de Hsinchu controla una ciudad-nivel municipal (縣轄市), tres municipios urbanos (鎮) y nueve municipios rurales (鄉).
| Nombre           | Hanzi | Wade-Giles     | Pinyin   | Taiwanés |
| ---------------- | ----- | -------------- | -------- | -------- |
| Ciudad de Zhubei | 竹北  | Chu2-pei3      | Zhúběi   |          |
| Guanxi           | 關西  | Kuan1-hsi1     | Guānxī   |          |
| Xinpu            | 新埔  | Hsin1-p'u3     | Xīnpǔ    |          |
| Zhudong          | 竹東  | Chu2-tung1     | Zhúdōng  |          |
| Hukou            | 湖口  | Hu2-k'ou3      | Húkǒu    |          |
| Hengshan         | 橫山  | Heng2-shan1    | Héngshān |          |
| Xinfeng          | 新豐  | Hsin1-feng1    | Xīnfēng  |          |
| Qionglin         | 芎林  | Ch'iung2-lin2  | Qiónglín |          |
| Baoshan          | 寶山  | Pao3-shan1     | Bǎoshān  |          |
| Beipu            | 北埔  | Pei3-p'u3      | Běipǔ    |          |
| Emei             | 峨眉  | E2(or O2)-mei2 | Éméi     |          |
| Jianshi          | 尖石  | Chien1-shih2   | Jiānshí  |          |
| Wufeng           | 五峰  | Wu3-feng1      | Wǔfēng   |          |